# Baierwein

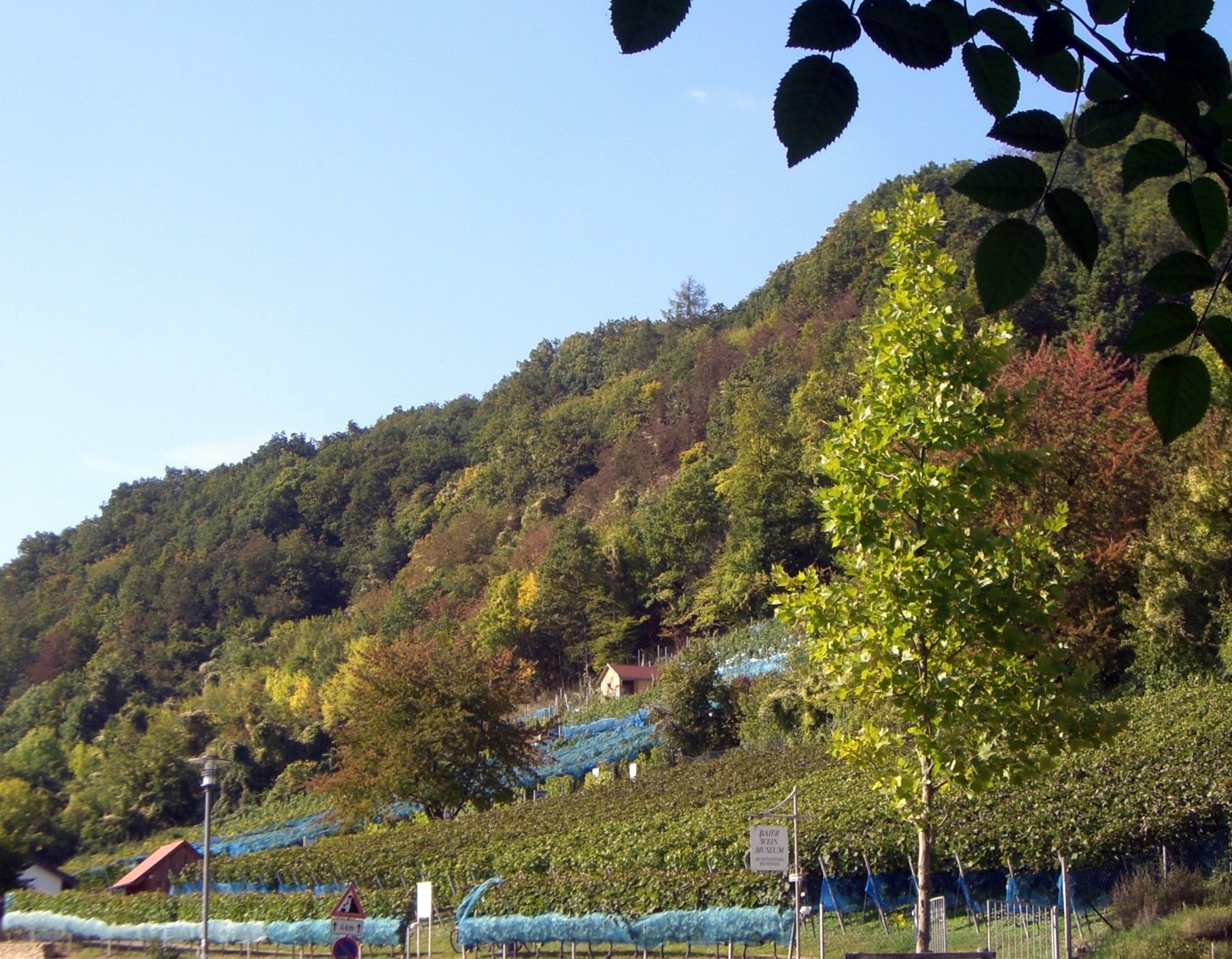
Weinberg in Bach an der Donau

Altbayern in rot: hier angebauter Wein wird als Baierwein bezeichnet

Baierwein, heute nahezu identisch mit dem Landweingebiet Regensburg, ist die Bezeichnung für einen Wein, welcher im Gebiet von Altbayern (Baiern) angebaut wird, zu dem die Regierungsbezirke Oberbayern, Niederbayern und Oberpfalz gehören. Im Wesentlichen beschränkt sich das heutige Anbaugebiet des Baierweins auf die südwestlichen Abhänge des Bayerischen Waldes entlang der Donau, dem sogenannten Landweingebiet Regensburg. Der Baierwein unterscheidet sich zweifach vom Frankenwein, welcher ebenfalls in Bayern angebaut wird: die Anbaugebiete liegen außerhalb der drei fränkischen Regierungsbezirke Unterfranken, Mittelfranken und Oberfranken und es handelt sich um kein Bestimmtes Anbaugebiet, sondern nur um ein Landweingebiet.
Heute ist das Landweingebiet Regensburg nach dem Stargarder Land (Weinbaugebiet) in Mecklenburg-Vorpommern das zweitkleinste Weinanbaugebiet Deutschlands und das kleinste Bayerns. In vielen Weinführern wird es innerhalb von Bayern lediglich als „Untergebiet Donau“ ausgewiesen. Derzeit verfügt es über nur wenige Hektar Anbaufläche und beschränkt sich im Wesentlichen auf Regensburg (Stadtteil  Winzer) und im Landkreis Regensburg auf die Gemeinden Tegernheim, Donaustauf, Bach an der Donau, Kruckenberg (Gemeinde Wiesent) und Wörth an der Donau (Ortsteil Tiefenthal). In dieser Region befindet sich die mit 20 Kilometer Länge kürzeste Weinstraße Deutschlands, die Weinroute. Sie verläuft an der Staatsstraße 2125 von Tegernheim bis Tiefenthal.

## Geschichte

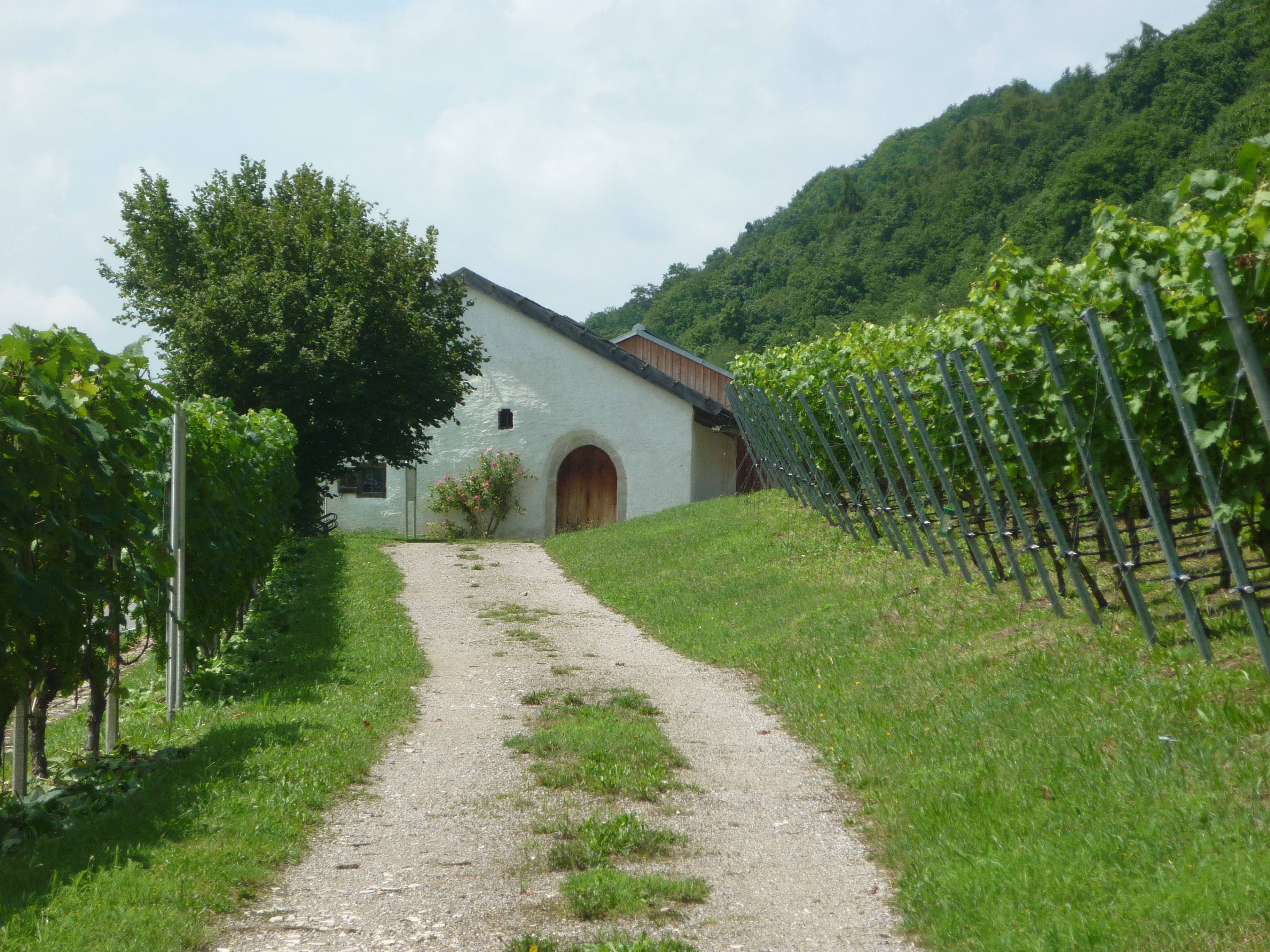
Baierweinmuseum Bach an der Donau

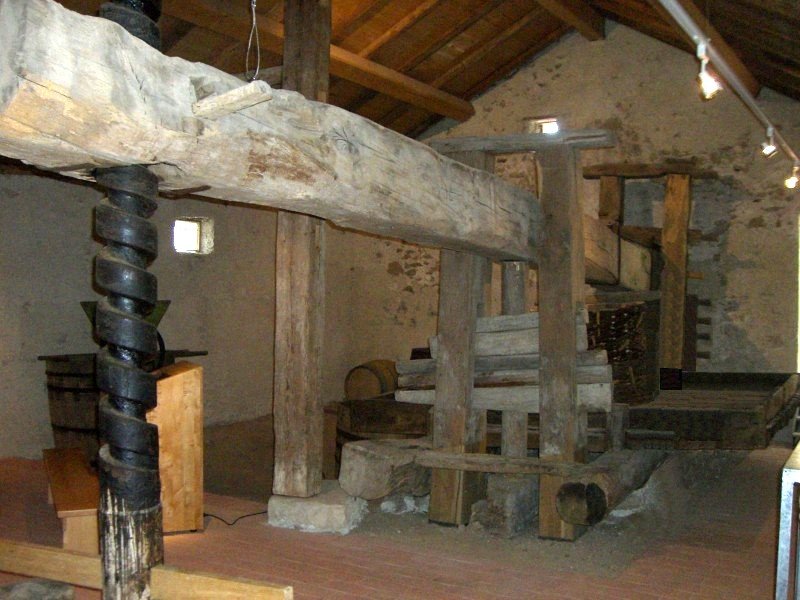
Die historische Weinpresse im Biethaus von Bach a. d. Donau

Der Weinbau an den Südlagen der Donau dürfte bereits in der Römerzeit begonnen haben, wenngleich archäologische Zeugnisse von Beweischarakter hierfür fehlen.
Erste urkundliche Erwähnungen des Weinbaus in Altbayern gehen auf die Zeit der bajuwarischen Landnahme zurück, das heißt auf das 6. und 7. Jahrhundert n. Chr. Bischof Arbeo von Freising benennt in der im 8. Jahrhundert verfassten Vita des Heiligen Emmeram von Regensburg das Land um 649 bereits als „regio Baiovariorum viniferax“, das heißt als das weintragende Land der Bajuwaren. Schon im 8. Jahrhundert werden die Orte Winzer, Kruckenberg und Bach an der Donau als Weinanbaustätten erwähnt, bis zum Beginn des 11. Jahrhunderts auch Orte wie Windischbergerdorf bei Cham oder Mendorf bei Vohburg, Großen- und Kleinviecht bei Freising, Bergen bei Inkofen im Ampertal, das Kloster Herrenchiemsee und viele andere.
Im Früh- und Hochmittelalter blieb der Weinbau an den Hängen der Donau überwiegend in der Hand der großen Klöster und Herrensitze, von Kelheim bis Passau, wie z. B. St. Emmeran oder St. Jakob in Regensburg. Die Anbauflächen wurden von den Lehnsherren als Lehen an die „Weinzierl“ (Weinzieher) genannten Winzer vergeben, die je nach Vertrag bis zu 2/3 des Weines an die Grundherrschaft abgeben mussten. Wurde mit dem Weinbau zunächst nur der Eigenbedarf gedeckt, so waren in dieser Zeit allmählich auch die Anfänge des gewerblichen Weinbaus zu erkennen. Im Jahr 1271 wurde der Baierwein erstmals namentlich erwähnt.
Mit dem Anwachsen des klösterlichen und weltlichen Grundbesitzes nahm die Produktion von Baierwein zu. Allein die Stadt Regensburg besaß im Jahr 1509 42 Weingärten. Allerdings wurden bei aufblühendem Fernhandel im Stammesherzogtum Bayern auch zunehmend Weine anderer Provenienz bekannt und beliebt. Regensburg, das Zentrum des Baierweins, entwickelte sich zu einem Hauptumschlagsplatz, mit Weinlände, Weintor und Weinstadel an der Donau. Allerdings wurde immer mehr mit Weinen aus Österreich, Südtirol, Italien und Württemberg gehandelt. Bereits um 1400 waren in Regensburg 35 Weinhändler registriert, davon 13 Fernhändler, vornehmlich mit Verbindungen nach Süden. Der Baierwein selbst wurde eher als Volksgetränk aufgefasst, hatte bei relativ geringer Güte keine überregionale Bedeutung und wurde damit auch nicht zum Exportschlager.
Aber immerhin ließen die Wittelsbacher Herzöge alljährlich um die 40.000 Liter Baierwein in ihre Münchner Residenz liefern, bei der Landshuter Fürstenhochzeit im Jahr 1475 wurden 170 große Fässer, das heißt ca. 370.000 Liter Baierwein getrunken. Der bayerische Geschichtsschreiber Johann Georg Turmair, genannt Aventinus, vermerkte um 1530: „Der gemeine Mann aus dem Gäu sitzt Tag und Nacht beim Wein“.
Ab ca. 1600 erhielt der Baierwein zunehmend Konkurrenz durch das bayerische Bier, das bereits in brautechnischen Varianten (ober- und untergäriges Bier) hergestellt wurde und wenig witterungsabhängig produziert werden konnte. Dagegen gingen nach mehreren Missernten in den relativ kühlen Jahren zwischen 1553 und 1628 die Anbauquoten des Baierweins deutlich zurück. Hinzu kam, dass mit der Reformation viele Klöster aufgelöst wurden und damit als Förderer des Weinbaus entfielen.
Einen entscheidenden Einbruch erfuhr der altbayerische Weinbau durch den Dreißigjährigen Krieg. Am Ende des Krieges war die Bevölkerung Altbayerns dezimiert, zahlreiche Weinberge waren zerstört oder lagen brach, viele Weinbauern hatten die Wirren des Krieges nicht überlebt oder gaben auf. Bei Donaustauf blieben z. B. auch 20 Jahre nach dem Krieg noch 110 Weinberge „von Holz und Stauden zugewuchert“.
Nach einer zwischenzeitlichen Reaktivierung des Weinbaus im 18. Jahrhundert erfuhren Nachfrage und Absatz des Baierweins einen weiteren Einbruch durch die Konkurrenz, die sich durch den Zuerwerb neuer Landesteile ergab. Dies betraf in erster Linie die Vereinigung mit der Kurpfalz im Jahr 1777 und die Akquisition des Frankenlandes nach Gründung des Königreichs Bayern im Jahr 1806. Obendrein wurde das bayerische Bier als Volksgetränk zunehmend beliebter, wohingegen dem aus der Mode gekommenen Baierwein viele ungünstige Eigenschaften zugeschrieben wurden, vor allem ein zu hoher Säuregehalt.
Im Jahr 1853 betrug die Anbaufläche des Baierweins nur noch 180 ha (davon 166 ha in der Oberpfalz, 13 ha in Niederbayern, 1 ha in Oberbayern), in Unterfranken dagegen 10465 ha und in der Rheinpfalz 10076 ha.
Um 1869 wurde nur noch in 14 Gemeinden gewerblicher Weinbau betrieben: Tegernheim (27 ha), Wörth an der Donau (12 ha), Bach an der Donau (8,3 ha), Donaustauf (7,7 ha), Demling (6,7 ha), Kruckenberg (6,7 ha), Frengkofen (5,7 ha), Hofdorf (5 ha), Tiefenthal (4,7 ha), Oberachdorf (3,7 ha), Sulzbach (3,7 ha), Pillnach (2,3 ha), Wiesent (1 ha) und Schwabelweis (0,7 ha), bei einer Gesamtanbaufläche von ca. 95 ha.
Einen Qualitätsschub bedeutete ab 1913 der Wechsel vom zuvor favorisierten, aber wenig schmackhaften Elbling zur neugezüchteten Rebsorte Müller-Thurgau, einer Kreuzung aus Riesling und Madeleine-Royale, einen weiteren Rückschlag der Import von Pflanzenschädlingen wie der falsche Mehltau, der im Jahr 1906 die gesamte Ernte vernichtete. Die 1863 aus Amerika eingeschleppte Reblaus allerdings richtete keinen Schaden an; das Gebiet des Baierweins ist bis heute immer reblausfrei geblieben.
Im Jahr 1938 hatte sich die Anbaufläche des Baierweins bereits auf 8 ha reduziert, im Winter 1956/1957 vernichtete der Frost nahezu alle restlichen Rebflächen und viele Winzer gaben auf. So war im Jahr 1958 der Weinbau um Regensburg auf ca. 1 ha Restfläche geschrumpft und damit nahezu ausgestorben.
Erst ab 1972 erfuhr mit dem Einsetzen des Lokaltourismus und der Verwendung besserer Rebsorten und Anbaumethoden der Baierwein wieder eine zunehmende Nachfrage und die Anbauflächen nahmen wieder zu. Im Jahr 1983 wurde die Bezeichnung „Regensburger Landwein“ eingeführt.
Im Jahr 1998 wurde in Bach an der Donau das Baierwein-Museum im historischen Biethaus eröffnet und im Jahr 2008 renoviert und erweitert.

## Anbauregionen früher

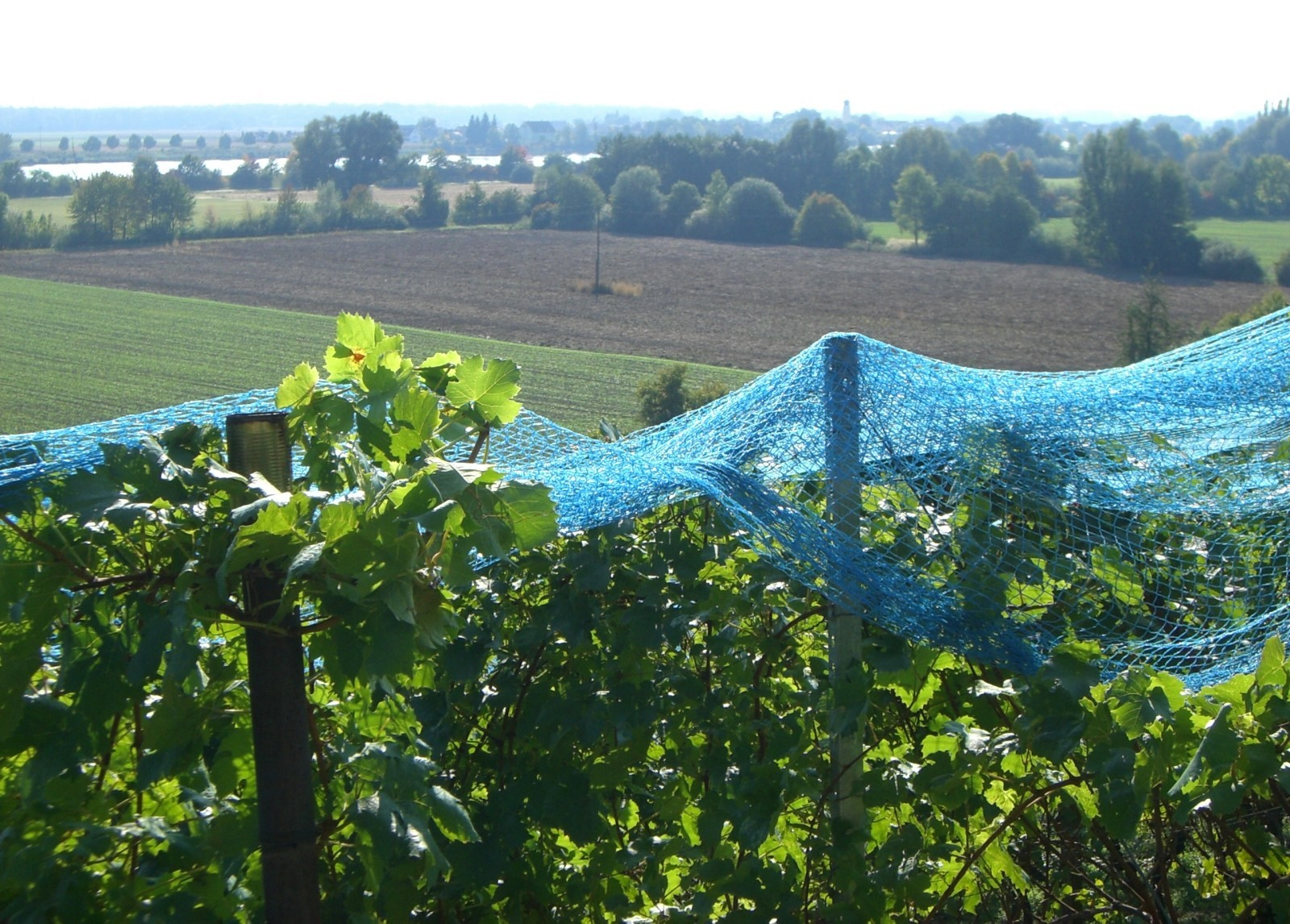
Weinanbau in Bach an der Donau

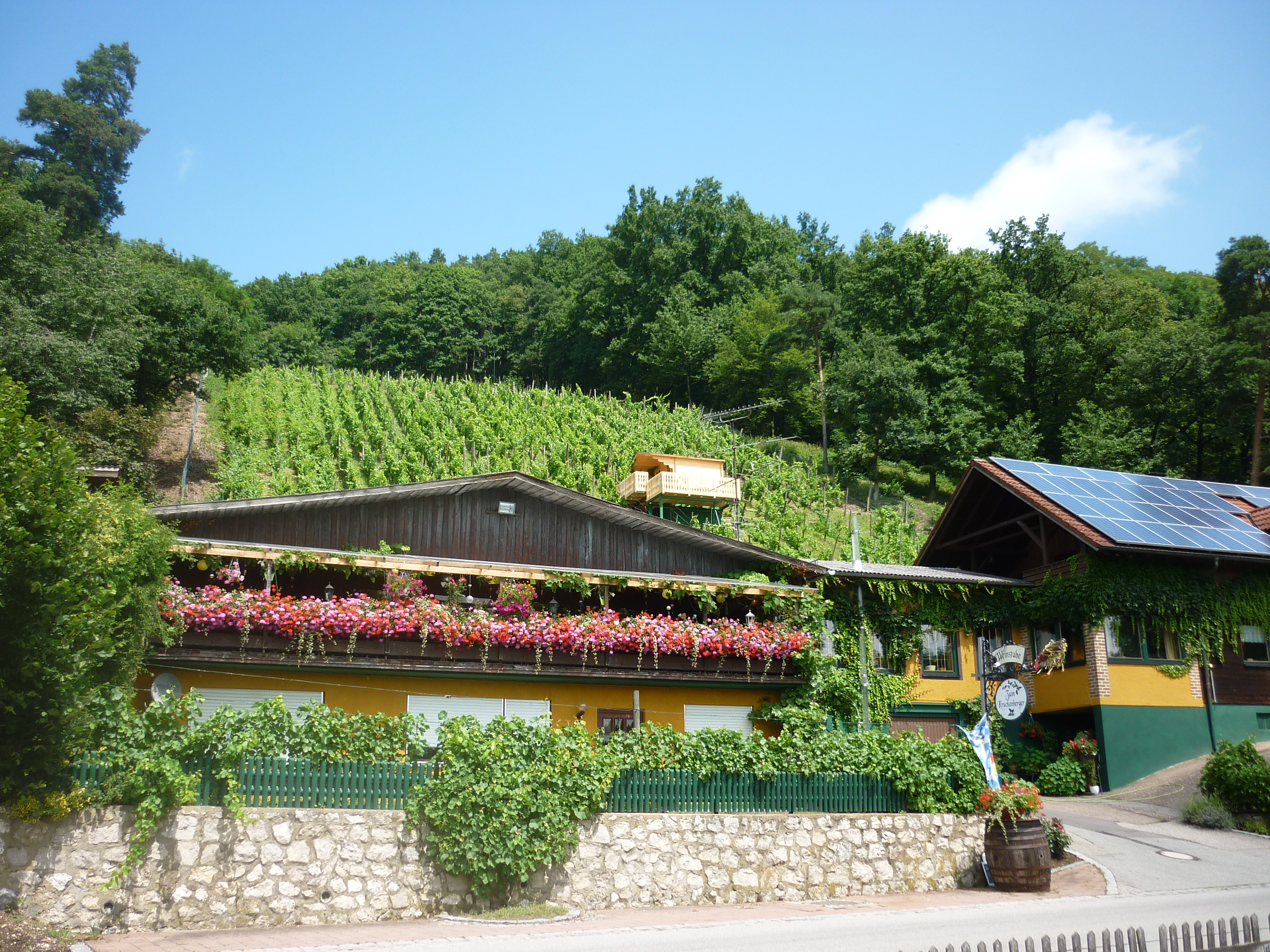
Weinstube in Kruckenberg an der Weinroute

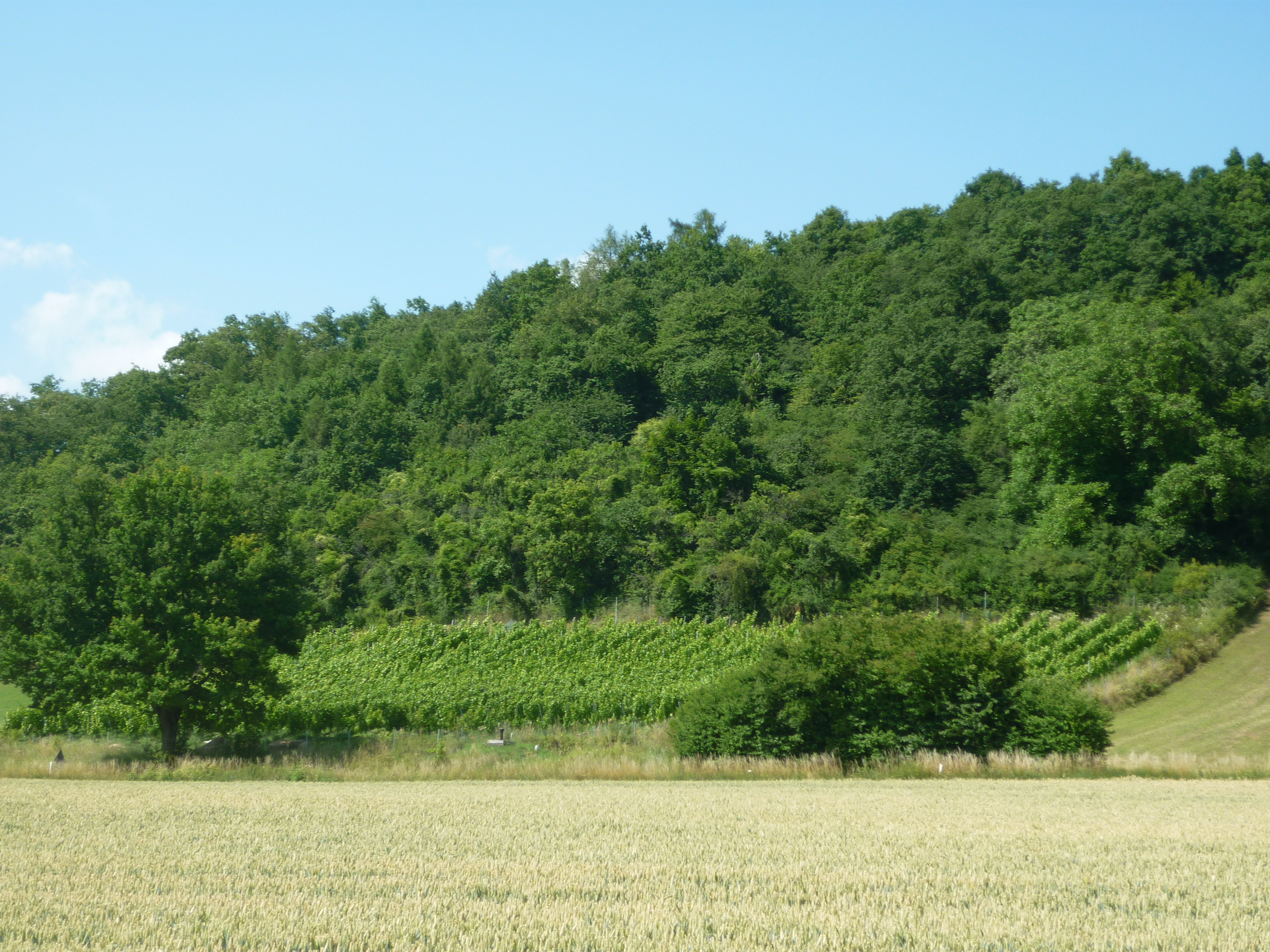
Weinanbau in Tiefenthal

### Kerngebiet
Das Kerngebiet des Baierweins mit weitläufigen Rebflächen umfasste
- die Jura-Südhänge von Donau und Altmühl, in Kelheim und Weltenburg,
- die Donau-Südhänge von Kelheimwinzer bis Kneiting bei Regensburg,
- den Donaubogen von Winzer bis Tegernheim,
- die Donau-Südhänge von Donaustauf bis Wörth an der Donau.[1]

### Weitere Schwerpunkte
Größere Rebflächen befanden sich auch
- am Donauoberlauf zwischen Donauwörth und Ingolstadt,
- am Donauunterlauf von Straubing bis Passau,
- an der Isar zwischen Freising und Landshut sowie bei Dingolfing,
- am Inn zwischen Wasserburg und Mühldorf,
- an der Salzach,
- an der Altmühl.

### Streulagen
Daneben befanden sich Streulagen an geeigneten Flächen im nördlichen Nieder- und Oberbayern, am Ammersee, in der westlichen Oberpfalz und im fränkischen Übergangsland, in der Hallertau, an der großen und kleinen Laaber.

## Anbauregionen heute
Derzeit produzieren 19 Winzer, teils Nebenerwerbs-, teils Hobbywinzer, im Umland von Regensburg mit einer Rebfläche von ca. 6 ha (Weinwirtschaftsjahr 2022) den sogenannten Regensburger Landwein:
- Die Stadt Regensburg selbst betreibt einen eigenen Weinberg auf den Winzerer Höhen.
- Regensburg-Winzer: 1,54 ha
- Bach an der Donau: 1,50 ha
- Kruckenberg 1,06 ha
- Kleinflächen bei Tegernheim und Pentling.
- Kleinflächen bei Thurmansbang.
- Kleinflächen in Wörth an der Donau und Tiefenthal.

## Angebaute Rebsorten

### Früher
Die traditionelle Rebsorte war bis in die Neuzeit der Weiße Elbling, auch Hierländer genannt, als anspruchslose Rebsorte sehr beliebt, wenn auch von minderer Qualität. Daneben wurde auch Traminer, Riesling, Silvaner und Gutedel angebaut.

### Heute
- Derzeit überwiegen die Weißweine mit ca. 88 %, davon ist Müller-Thurgau mit 64 % am beliebtesten, daneben gibt es Weißer Elbling, Bacchus und Grüner Silvaner u. a.
- Die wenigen Rotweine (ca. 12 %) umfassen die Sorten Dornfelder, Domina und Regent u. a.

Aufgrund der kleinen Anbaufläche ist es heute nicht möglich, spezielle Qualitätsweine auszuweisen.

## Sekt aus Baierwein
Im Jahr 2015 ist es in Tiefenthal erstmals gelungen, aus einem Cuvée der Rebsorten Johanniter und Regent einen Baierwein herzustellen, der zu Sekt gegoren werden konnte. Der erste Baierwein-Sekt war von hoher Qualität und wurde im traditionellen Verfahren mit Flaschengärung produziert.